# Nishimura Takuma
Nishimura Takuma (西村 拓真 Nishimura Takuma, sinh ngày 22 tháng 10 năm 1996 ở Aichi) là một cầu thủ bóng đá người Nhật Bản. Anh thi đấu cho Vegalta Sendai.

## Thống kê câu lạc bộ
Cập nhật đến ngày 23 tháng 2 năm 2018.
| Thành tích câu lạc bộ | Thành tích câu lạc bộ | Thành tích câu lạc bộ | Giải vô địch | Giải vô địch | Cúp                   | Cúp                   | Cúp Liên đoàn | Cúp Liên đoàn | Tổng cộng | Tổng cộng |
| Mùa giải              | Câu lạc bộ            | Giải vô địch          | Số trận      | Bàn thắng    | Số trận               | Bàn thắng             | Số trận       | Bàn thắng     | Số trận   | Bàn thắng |
| Nhật Bản              | Nhật Bản              | Nhật Bản              | Giải vô địch | Giải vô địch | Cúp Hoàng đế Nhật Bản | Cúp Hoàng đế Nhật Bản | J. League Cup | J. League Cup | Tổng cộng | Tổng cộng |
| --------------------- | --------------------- | --------------------- | ------------ | ------------ | --------------------- | --------------------- | ------------- | ------------- | --------- | --------- |
| 2015                  | Vegalta Sendai        | J1 League             | 0            | 0            | 0                     | 0                     | 0             | 0             | 0         | 0         |
| 2016                  | Vegalta Sendai        | J1 League             | 12           | 1            | 1                     | 0                     | 2             | 0             | 15        | 1         |
| 2017                  | Vegalta Sendai        | J1 League             | 28           | 2            | 1                     | 0                     | 10            | 2             | 39        | 4         |
| Tổng                  | Tổng                  | Tổng                  | 40           | 3            | 2                     | 0                     | 12            | 2             | 54        | 5         |